# To Protect and Serve Man
To Protect and Serve Man (conocido en América Latina como "Errores del Pasado") es el decimoprimer episodio de la segunda temporada de la serie de televisión estadounidense de drama/policíaco/sobrenatural/Fantasía oscura; Grimm. El guion principal del episodio fue escrito por Dan E. Fesman, y la dirección general estuvo a cargo de Omar Madha. 
El episodio se transmitió originalmente el 9 de noviembre del año 2012 por la cadena de televisión NBC. Mientras que en América Latina el episodio se estrenó el 26 de noviembre del mismo año por el canal Universal Channel.
En este episodio Hank recluta la ayuda de Nick para ayudarlo a resolver un caso inconcluso cuando el primero sospecha que el testimonio de un hombre que cometió homicidio en defensa propia de unos monstruos hace algunos años atrás podría ser cierto. Mientras el capitán Renard consigue persuadir a Juliette de someterse al proceso que podría salvarlos de su creciente obsesión mutua.   

## Argumento
Luego de recordar un arresto que hizo hace 7 años en el pasado, Hank le pregunta a Nick si podría ayudarlo a re abrir un caso del homicidio de Miles Kreski el cual fue cometido por Craig Ferren, quien afirmaba que había cometido el crimen en defensa propia de unos monstruos. Cuando Nick acepta resolverlo, Hank le muestra que tienen solo 24 horas para resolverlo, ya que Craig ha sido condenado a la pena de muerte por su crimen.  
Renard habla con Juliette para pedirle que lo acompañe a someterse en un proceso que podría ayudarlos a solucionar su extraña condición que les hace desarrollar una obsesión mutua. Aunque Juliette se ve convencida de que el problema se puede resolver al no volver a verse más, la veterinaria termina aceptando la oferta. Poco después Renard le habla a Monroe para comprobar si puede aplicarle el proceso ese mismo día. 
Nick y Hank investigan el testimonio de Craig con el oficial Anderson, quien estuvo involucrado en el caso con Hank. Cuando los dos obtienen una ilustración de la apariencia de los monstruos, los detectives usan como base los dibujos para encontrar la especie de wesen en los libros de la tía Marie. Esto los lleva a descubrir a los Wendigos: Wesen con afilados colmillos y largas garras que se alimentan de seres humanos, se vuelven muy salvajes cuando son heridos y guardan los restos de sus víctimas debajo de sus casas. Más tarde Nick y Hank visitan a Craig para preguntarle sobre cualquier cosa esencial del caso, pero el hombre cree que Hank solo vino para burlarse cinicamente de él y está convencido de que esta loco.
Al no poder probar que Craig es inocente sin revelar la existencia de Wesen, Nick y Hank deciden que tienen que probar que los Kreski no eran inocentes. Por lo que para hacerlo visitan el lugar donde vivían los Wendigos, pero para la sorpresa de los dos, el lugar donde estaba la casa ahora es una tienda. Con menos tiempo y pistas para salvar a Craig, los dos deciden confrontar al único Kreski sobreviviente, John Kreski y comprobar si de hecho es un Wesen. Cuando Nick lo ve transformarse, los dos deciden investigar la casa del mismo y hallar los cadáveres antes de tiempo. 
Nick y Hank encuentran varios cadáveres en descomposición en un sótano secreto debajo del refrigerador de John. Sin embargo justo cuando Nick se encontraba a punto de salir del sótano, aparece John y combate contra Hank empezando una pelea, en la que el detective hiere al Wesen. Hank no rinde y busca desesperadamente a John mientras Nick llama Lauren Castro, la única autorizada para detener la ejecución de Craig. Mientras Nick hace la llamada es atacado por John, pero este se las arregla para derrotar al Wendigo y termina siendo asesinado en defensa propia por Hank. Gracias a las llamadas de Nick, la ejecución de Craig es detenida y con la nueva evidencia presentada por los detectives, el caso de los Kreski se re abre. Hank visita a Craig para comentarle que no está solo en el mundo y que no está loco. 
Al día siguiente Renard y Juliette llegan a la tienda para darle solución a su problema mientras esperan al sujeto que los va atender. Durante la espera los dos se besan con pasión solo para ser contemplados por Monroe, quien de inmediato reconoce a Juliette.

## Elenco

### Principal
- David Giuntoli como Nick Burkhardt.
- Russell Hornsby como Hank Griffin.
- Bitsie Tulloch como Juliette Silverton.
- Silas Weir Mitchell como Monroe.
- Sasha Roiz como el capitán Renard.
- Reggie Lee como el sargento Wu.

## Producción
La frase tradicional al comienzo del episodio no desprende de ningún cuento de hadas, si no de una historia llamada "El Wendigo", que fue escrita por Algernon Blackwood. En la historia se hace mención de un monstruo legendario que come musgo y que despierta cuando los hombres comen carne humana.   

### Actuación
Bree Turner, quien interpreta a Rosalee Calvert, no aparece en este episodio y no fue acreditada. 

### Continuidad
- Nick y Juliette hablan de la noche que entró en coma.
- Hank sigue progresando tras enterarse de la naturaleza del mundo.
- Monroe descubre que el capitán Renard se está obsesionando con Juliette y viciversa.

## Recepción

### Audiencia
En el día de su transmisión original en los Estados Unidos por la NBC, el episodio fue visto por un total de 5.210.000 de telespectadores. No obstante el total de personas que vieron el episodio fue de 8.080.000 personas.

### Crítica
El episodio ha recibido críticas mixtas entre los críticos y los fanáticos de la serie:
Emily Rome de Entertainment Weekly, comento algunas observaciones buenas del episodio: "Me gusto ver a Hank por fin siendo el que salvo el día, peleando con Kreski cuando Nick estaba atrapado en la fosa de cadáveres, disparándole al Wendigo cuando Nick lo dejó escapar. Se que Nick es la estrella del programa, por lo que tendrá mas momentos con los criminales que Hank, pero fue genial-y lo aprecio desde que Hank fue quien puso al sujeto equivocado tras las rejas en este caso- ver Hank siendo el héroe esta vez".
Less Chappel de AV Club le dio a episodio una B en una categoría de la A a la F: "Mientras siempre es un alivio ver a Grimm moverse de su típica rutina de comienzo de [Nick obtiene un caso, Nick ve un Wesen, el caso se complica], este episodio es el doble de intrigante porque le da a Hank algunos momentos más allá del paso rutinario [Hank le pregunta a Nick si vio a un Wesen]. Si, Hank no quiere la sangre de un inocente en sus manos, pero el también recuerda con todo detalle la primera vez que vio algo que no podía explicar, lo que lo orillo a sentarse en una silla de un sitio oscuro armado con un rifle".